# Projet Pigeon
 (novembre 2023).
Pendant la Seconde Guerre mondiale, le « Project Pigeon » (Projet Pigeon) était un projet du psychologue américain Burrhus F. Skinner qui avait pour but de développer un missile dirigé par un ou plusieurs pigeons. 
Le dispositif reposait sur une lentille optique qui projetait une image de la cible sur un écran placé à l'avant et à l'intérieur du missile. Un pigeon entraîné grâce au principe du conditionnement opérant reconnaissait la cible sur l'écran et devait la picorer. Tant qu'il donnait des coups de bec au centre de la cible, le missile conservait une trajectoire rectiligne. Si le pigeon picorait à côté, cela signifiait que le missile déviait de sa trajectoire. Le système de contrôle rectifiait alors la direction en fonction du choix du pigeon. Trois pigeons étaient supposés se trouver à l'intérieur du missile, le système utilisant la règle de la majorité entre les trois pigeons pour décider de la direction la plus adéquate.
Le National Defense Research Committee, en dépit de son scepticisme, contribua à hauteur de 25 000 dollars US pour la recherche mais l'idée était, en fin de compte, trop excentrique pour les militaires et fut finalement abandonnée le 8 octobre 1944. Skinner ignorait aussi l'existence de projets secrets sur le radar, une nouvelle technologie qui rendait son invention obsolète.
Avant cela, les pigeons de la Première Guerre mondiale et ceux utilisés depuis plusieurs siècles avaient connu divers usages militaires. Certaines armées élèvent encore des pigeons pour les utiliser en cas de conflit, en cas de manque d'électricité par exemple. 
D'autres animaux ont aussi été dressés à des fins militaires, comme des dauphins pour la recherche de mines sous-marines dans le cadre du Programme de Mammifères Marins de l’U.S. Navy.